# یواس‌اس دیکسی سوم (اس‌پی-۷۰۱)
یواس‌اس دیکسی سوم (اس‌پی-۷۰۱) (به انگلیسی: USS Dixie III (SP-701)) یک کشتی بود که طول آن ۵۴٫۱ فوت (۱۶٫۵ متر) بود. این کشتی در سال ۱۹۱۱ ساخته شد.